# Emile Mawet
Emile Simon Joseph Mawet (Prayon-Forêt, 2 maart 1884 - Straatsburg, 20 december 1967) was een Frans cellist en componist van Belgische komaf.
Hij kreeg zijn opleiding aan de conservatoria in Luik, Brussel en Keulen. Hij vertrok naar Baden-Baden om er te spelen in een orkest aldaar (1903). In 1904 werd hij docent aan het Conservatoire de Strasbourg (cello, kamermuziek, fuga, compositieleer) en speelde daar ook in het plaatselijk symfonieorkest. Van zijn hand verscheen een aantal werken waarin volgens de Algemene Muziek Encyclopedie invloeden van Richard Wagner te horen waren: 
- het bekroonde Les temps sont révolus, dat in 1905 werd uitgevoerd tijdens de festiviteiten tijden de viering van 75 jaar onafhankelijk België, de tekst voor deze cantate is afkomstig van R. De Wasage.
- de opera's Phosphorine en Astrareine
- een strijkkwartet
- Esquisse symphonique
- Fantaisie caprice (voor orkest).
- Concert voor cello en orkest; gepromoot door de celliste Reine Flachot
- werken voor orgel en cello

Hij was zoon van wapensmid en wapenhandelaar Etienne Joseph Mawet en Virginie Lequarré. Broers Fernand Mawet en Lucien Mawet waren ook werkzaam binnen de muziek.